# Мустафа Али (рестлер)
Ади́ль Ала́м (англ. Adeel Alam, род. 28 марта 1986, Болингбрук, Иллинойс) — американский рестлер. Наиболее известен по выступлениям в WWE с 2016 по 2023 год под именем Мустафа Али.
До подписания контракта с WWE с 2003 года Алам выступал на независимой сцене, а также четыре года работал полицейским в пригороде Чикаго. В 2016 году он участвовал в турнире Cruiserweight Classic в качестве замены и благодаря своим выступлениям получил постоянный контракт с WWE. Первоначально он работал в новом дивизионе полутяжеловесов в рамках бренда 205 Live. В декабре 2018 года он был переведен на бренд SmackDown, выйдя из дивизиона полутяжеловесов. В июле 2020 года он был переведен на бренд Raw. В октябре того же года он объявил себя лидером группировки Retribution, тем самым став хилом.

## Ранняя жизнь
Адиль Алам родился 28 марта 1986 года в Болингбруке, Иллинойс, в семье пакистанского отца из Карачи и индийской матери из Дели. Он вырос в Чикаго, Иллинойс. У него есть два старших брата. Алам с юности хотел стать рестлером, идолизируя сначала Брета Харта, а затем Эдди Герреро, Рея Мистерио, братьев Харди, Криса Джерико и Хаябусу.

## Личная жизнь
Алам — мусульманин. Он встретил свою жену Узму в 2010 году. Пара поженилась в январе 2011 года, у них есть дочь и сын. 21 июня 2021 года Алам объявил в своем Твиттере, что он и его жена ожидают третьего ребенка, который родится в декабре 2021 года.
Алам имеет индийское и пакистанское происхождение, однако он представлял Пакистан только в своем дебюте в WWE на турнире Cruiserweight Classic, так как там уже участвовали два индийских рестлера. В январе 2017 года Алам подвергся критике со стороны своих пакистанских фанатов за то, что не представлял пакистанский флаг и страну. Он заявил: «Меня не волнует национальность. Я забочусь о единстве. Я не хочу никого обидеть. Это просто мое заявление о том, что я считаю, что национальность не определяет нас как людей, она разделяет нас».
До подписания контракта с WWE Алам четыре года служил полицейским в Хоумвуде, Иллинойс, пригороде к югу от Чикаго, чтобы содержать свою семью.

## Титулы и достижения
- Dreamwave Wrestling
  - Dreamwave Alternative Championship (1 раз)[10]
  - Dreamwave World Championship (1 раз)[11]
- Elite Pro Wrestling
  - EPW Pro Television Championship (1 раз)
- Freelance Wrestling
  - Freelance World Championship (1 раз)[12]
- Jersey All Pro Wrestling
  - JAPW Light Heavyweight Championship (1 раз)[13]
- Midwestern States Pro Wrestling
  - MSPW Heritage Championship (1 раз)
- Pro Wrestling Illustrated
  - № 55 в топ 500 рестлеров в рейтинге PWI 500 в 2019[14]
- Proving Ground Pro
  - PGP Franchise Championship (1 раз)[15]